# Az NDK az 1980. évi nyári olimpiai játékokon
Az NDK a szovjetunióbeli Moszkvában megrendezett 1980. évi nyári olimpiai játékok egyik részt vevő nemzete volt. Az országot az olimpián 17 sportágban 346 sportoló képviselte, akik összesen 126 érmet szereztek.

## Érmesek
| Érem  | Versenyző | Sportág       | Versenyszám                    |
| ----- | --- | ------------- | ------------------------------ |
| Arany | Waldemar Cierpinski | Atlétika      | Férfi maraton                  |
| Arany | Thomas Munkelt | Atlétika      | Férfi 110 m gát                |
| Arany | Volker Beck | Atlétika      | Férfi 400 m gát                |
| Arany | Hartwig Gauder | Atlétika      | Férfi 50 km gyaloglás          |
| Arany | Gerd Wessig | Atlétika      | Férfi magasugrás               |
| Arany | Lutz Dombrowski | Atlétika      | Férfi távolugrás               |
| Arany | Bärbel Eckert-Wöckel | Atlétika      | Női 200 m                      |
| Arany | Marita Koch | Atlétika      | Női 400 m                      |
| Arany | Romy Müller Bärbel Eckert-Wöckel Ingrid Auerswald-Lange Marlies Oelsner-Göhr | Atlétika      | Női 4 × 100 m váltó            |
| Arany | Ilona Schoknecht-Slupianek | Atlétika      | Női súlylökés                  |
| Arany | Evelin Schlaak-Jahl | Atlétika      | Női diszkoszvetés              |
| Arany | Dietmar Lorenz | Cselgáncs     | Férfi nyílt                    |
| Arany | Joachim Dreifke Klaus Kröppelien | Evezés        | Férfi kétpárevezős             |
| Arany | Jörg Landvoigt Bernd Landvoigt | Evezés        | Férfi kormányos nélküli kettes |
| Arany | Harald Jährling Friedrich-Wilhelm Ulrich Georg Spohr | Evezés        | Férfi kormányos kettes         |
| Arany | Frank Dundr Carsten Bunk Uwe Heppner Martin Winter | Evezés        | Férfi négypárevezős            |
| Arany | Siegfried Brietzke Andreas Decker Stefan Semmler Jürgen Thiele | Evezés        | Férfi kormányos nélküli négyes |
| Arany | Dieter Wendisch Ullrich Dießner Walter Dießner Gottfried Döhn Andreas Gregor | Evezés        | Férfi kormányos négyes         |
| Arany | Bernd Krauß Hans-Peter Koppe Ulrich Kons Jörg Friedrich Jens Doberschütz Ulrich Karnatz Uwe Dühring Bernd Höing Klaus-Dieter Ludwig | Evezés        | Férfi nyolcas                  |
| Arany | Ute Steindorf Cornelia Klier | Evezés        | Női kormányos nélküli kettes   |
| Arany | Ramona Kapheim Silvia Fröhlich Angelika Noack Romy Saalfeld Kirsten Wenzel | Evezés        | Női kormányos négyes           |
| Arany | Jutta Ploch Jutta Lau Sybille Reinhardt Roswietha Zobelt Liane Weigelt-Buhr Gisela Medefindt | Evezés        | Női kormányos négypárevezős    |
| Arany | Martina Boesler Kersten Neisser Christiane Knetsch-Köpke Birgit Schütz Gabriele Lohs Ilona Richter Marita Sandig Karin Metze Marina Wilke | Evezés        | Női nyolcas                    |
| Arany | Rüdiger Helm | Kajak-kenu    | Férfi kajak egyes 1000 m       |
| Arany | Rüdiger Helm Bernd Olbricht Harald Marg Bernd Duvigneau | Kajak-kenu    | Férfi kajak négyes 1000 m      |
| Arany | Birgit Fischer | Kajak-kenu    | Női kajak egyes 500 m          |
| Arany | Carsta Genäuß Martina Bischof | Kajak-kenu    | Női kajak kettes 500 m         |
| Arany | Lutz Heßlich | Kerékpározás  | Férfi egyéni sprint            |
| Arany | Lothar Thoms | Kerékpározás  | Férfi egyéni időfutam          |
| Arany | Nemzeti válogatott Wieland Schmidt Siegfried Voigt Günter Dreibrodt Peter Rost Klaus Gruner Lothar Doering Frank-Michael Wahl Dietmar Schmidt Ingolf Wiegert Hans-Georg Beyer Hartmut Krüger Rainer Höft Ernst Gerlach Hans-Georg Jaunich                                                 | Kézilabda     | Férfi                          |
| Arany | Falk Hoffmann | Műugrás       | Férfi egyéni toronyugrás       |
| Arany | Martina Jäschke | Műugrás       | Női egyéni toronyugrás         |
| Arany | Rudi Fink | Ökölvívás     | Pehelysúly                     |
| Arany | Roland Brückner | Torna         | Férfi talaj                    |
| Arany | Maxi Gnauck | Torna         | Női felemás korlát             |
| Arany | Jörg Woithe | Úszás         | Férfi 100 m gyors              |
| Arany | Barbara Krause | Úszás         | Női 100 m gyors                |
| Arany | Barbara Krause | Úszás         | Női 200 m gyors                |
| Arany | Ines Diers | Úszás         | Női 400 m gyors                |
| Arany | Barbara Krause Caren Metschuck Ines Diers Sarina Hülsenbeck Carmela Schmidt | Úszás         | Női 4 × 100 m gyorsváltó       |
| Arany | Rica Reinisch | Úszás         | Női 100 m hát                  |
| Arany | Rica Reinisch | Úszás         | Női 200 m hát                  |
| Arany | Ute Geweniger | Úszás         | Női 100 m mell                 |
| Arany | Caren Metschuck | Úszás         | Női 100 m pillangó             |
| Arany | Ines Geißler | Úszás         | Női 200 m pillangó             |
| Arany | Petra Schneider | Úszás         | Női 400 m vegyes               |
| Arany | Rica Reinisch Ute Geweniger Andrea Pollack Caren Metschuck Sarina Hülsenbeck | Úszás         | Női 4 × 100 m vegyes váltó     |
| Ezüst | Jürgen Straub | Atlétika      | Férfi 1500 m                   |
| Ezüst | Klaus Thiele Andreas Knebel Frank Schaffer Volker Beck | Atlétika      | Férfi 4 × 400 m váltó          |
| Ezüst | Frank Paschek | Atlétika      | Férfi távolugrás               |
| Ezüst | Marlies Oelsner-Göhr | Atlétika      | Női 100 m                      |
| Ezüst | Christiane Stoll-Wartenberg | Atlétika      | Női 1500 m                     |
| Ezüst | Johanna Schaller-Klier | Atlétika      | Női 100 m gát                  |
| Ezüst | Gabriele Löwe Barbara Krug Christina Brehmer-Lathan Marita Koch | Atlétika      | Női 4 × 400 m váltó            |
| Ezüst | Brigitte Wujak | Atlétika      | Női távolugrás                 |
| Ezüst | Uwe Neupert | Birkózás      | Szabadfogás, 90 kg             |
| Ezüst | Cornelia Linse Heidi Westphal | Evezés        | Női kétpárevezős               |
| Ezüst | Olaf Heukrodt Uwe Madeja | Kajak-kenu    | Férfi kenu kettes 1000 m       |
| Ezüst | Falk Boden Bernd Drogan Olaf Ludwig Hans-Joachim Hartnick | Kerékpározás  | Férfi csapat időfutam          |
| Ezüst | Gerald Mortag Uwe Unterwalder Matthias Wiegand Volker Winkler | Kerékpározás  | Férfi csapat üldözőverseny     |
| Ezüst | Nemzeti válogatott Bodo Rudwaleit Norbert Trieloff Matthias Müller Artur Ullrich Frank Baum Rüdiger Schnuphase Wolfgang Steinbach Lothar Hause Matthias Liebers Frank Terletzki Wolf-Rüdiger Netz Dieter Kühn Werner Peter Frank Uhlig Jürgen Bähringer Bernd Jakubowski Traudl Trautmann | Labdarúgás    | Férfi                          |
| Ezüst | Martina Proeber | Műugrás       | Női egyéni műugrás             |
| Ezüst | Nemzeti válogatott Ute Kostrzewa Andrea Heim Annette Schultz Christine Walther-Mummhardt Heike Lehmann Barbara Czekalla Karla Roffeis Martina Schmidt Anke Westendorf Karin Püschel Brigitte Fetzer Katharina Bullin                                                                      | Röplabda      | Női                            |
| Ezüst | Jürgen Wiefel | Sportlövészet | Gyorstüzelő pisztoly           |
| Ezüst | Harald Vollmar | Sportlövészet | Szabadpisztoly                 |
| Ezüst | Bernd Hartstein | Sportlövészet | Sportpuska összetett           |
| Ezüst | Hellfried Heilfort | Sportlövészet | Sportpuska fekvő               |
| Ezüst | Thomas Pfeffer | Sportlövészet | Futócéllövészet                |
| Ezüst | Joachim Kunz | Súlyemelés    | 67,5 kg                        |
| Ezüst | Jürgen Heuser | Súlyemelés    | +110 kg                        |
| Ezüst | Lutz Mack Michael Nikolay Roland Brückner Ralf-Peter Hemmann Lutz Hoffmann Andreas Bronst | Torna         | Férfi csapat összetett         |
| Ezüst | Maxi Gnauck | Torna         | Női egyéni összetett           |
| Ezüst | Steffi Kräker | Torna         | Női ugrás                      |
| Ezüst | Frank Pfütze Jörg Woithe Detlev Grabs Rainer Strohbach Frank Kühne | Úszás         | Férfi 4 × 200 m gyorsváltó     |
| Ezüst | Roger Pyttel | Úszás         | Férfi 100 m pillangó           |
| Ezüst | Caren Metschuck | Úszás         | Női 100 m gyors                |
| Ezüst | Ines Diers | Úszás         | Női 200 m gyors                |
| Ezüst | Petra Schneider | Úszás         | Női 400 m gyors                |
| Ezüst | Ines Diers | Úszás         | Női 800 m gyors                |
| Ezüst | Ina Kleber | Úszás         | Női 100 m hát                  |
| Ezüst | Cornelia Polit | Úszás         | Női 200 m hát                  |
| Ezüst | Andrea Pollack | Úszás         | Női 100 m pillangó             |
| Ezüst | Sybille Schönrock | Úszás         | Női 200 m pillangó             |
| Ezüst | Egbert Swensson Jörn Borowski | Vitorlázás    | 470-es osztály                 |
| Bronz | Frank Schaffer | Atlétika      | Férfi 400 m                    |
| Bronz | Roland Wieser | Atlétika      | Férfi 20 km gyaloglás          |
| Bronz | Jörg Freimuth | Atlétika      | Férfi magasugrás               |
| Bronz | Udo Beyer | Atlétika      | Férfi súlylökés                |
| Bronz | Wolfgang Hanisch | Atlétika      | Férfi gerelyhajítás            |
| Bronz | Ingrid Auerswald-Lange | Atlétika      | Női 100 m                      |
| Bronz | Christina Brehmer-Lathan | Atlétika      | Női 400 m                      |
| Bronz | Jutta Kirst | Atlétika      | Női magasugrás                 |
| Bronz | Margitta Droese-Pufe | Atlétika      | Női súlylökés                  |
| Bronz | Ute Hommola | Atlétika      | Női gerelyhajítás              |
| Bronz | Karl-Heinz Lehmann | Cselgáncs     | Férfi könnyűsúly               |
| Bronz | Harald Heinke | Cselgáncs     | Férfi váltósúly                |
| Bronz | Detlef Ultsch | Cselgáncs     | Férfi középsúly                |
| Bronz | Dietmar Lorenz | Cselgáncs     | Férfi félnehézsúly             |
| Bronz | Peter Kersten | Evezés        | Férfi egypárevezős             |
| Bronz | Martina Schröter | Evezés        | Női egypárevezős               |
| Bronz | Rüdiger Helm Bernd Olbricht | Kajak-kenu    | Férfi kajak kettes 500 m       |
| Bronz | Olaf Heukrodt | Kajak-kenu    | Férfi kenu egyes 500 m         |
| Bronz | Eckhard Leue | Kajak-kenu    | Férfi kenu egyes 1000 m        |
| Bronz | Nemzeti válogatott Hannelore Zober Evelyn Matz Roswitha Krause Christina Rost Petra Uhlig Marion Tietz Kristina Richter Waltraud Kretzschmar Katrin Krüger Claudia Wunderlich Sabine Röther Kornelia Kunisch Birgit Heinecke Renate Rudolph                                               | Kézilabda     | Női                            |
| Bronz | Karin Guthke | Műugrás       | Női egyéni műugrás             |
| Bronz | Richard Nowakowski | Ökölvívás     | Könnyűsúly                     |
| Bronz | Karl-Heinz Krüger | Ökölvívás     | Váltósúly                      |
| Bronz | Detlef Kästner | Ökölvívás     | Nagyváltósúly                  |
| Bronz | Herbert Bauch | Ökölvívás     | Félnehézsúly                   |
| Bronz | Jürgen Fanghänel | Ökölvívás     | Nehézsúly                      |
| Bronz | Jörg Damme | Sportlövészet | Trap                           |
| Bronz | Frank Mantek | Súlyemelés    | 90 kg                          |
| Bronz | Roland Brückner | Torna         | Férfi ugrás                    |
| Bronz | Roland Brückner | Torna         | Férfi korlát                   |
| Bronz | Michael Nikolay | Torna         | Férfi lólengés                 |
| Bronz | Maxi Gnauck Silvia Hindorff Steffi Kräker Katharina Rensch Karola Sube Birgit Süß | Torna         | Női csapat összetett           |
| Bronz | Maxi Gnauck | Torna         | Női talaj                      |
| Bronz | Steffi Kräker | Torna         | Női felemás korlát             |
| Bronz | Roger Pyttel | Úszás         | Férfi 200 m pillangó           |
| Bronz | Ines Diers | Úszás         | Női 100 m gyors                |
| Bronz | Carmela Schmidt | Úszás         | Női 200 m gyors                |
| Bronz | Carmela Schmidt | Úszás         | Női 400 m gyors                |
| Bronz | Heike Dähne | Úszás         | Női 800 m gyors                |
| Bronz | Petra Riedel | Úszás         | Női 100 m hát                  |
| Bronz | Birgit Treiber | Úszás         | Női 200 m hát                  |
| Bronz | Christiane Knacke | Úszás         | Női 100 m pillangó             |

## Atlétika
Férfi
| Versenyző                                              | Versenyszám     | Előfutam | Előfutam | Előfutam | Negyeddöntő | Negyeddöntő | Negyeddöntő | Elődöntő | Elődöntő | Elődöntő | Döntő     | Döntő    |
| Versenyző                                              | Versenyszám     | Idő      | Hely.    | Össz.    | Idő         | Hely.       | Össz.       | Idő      | Hely.    | Össz.    | Idő       | Helyezés |
| ------------------------------------------------------ | --------------- | -------- | -------- | -------- | ----------- | ----------- | ----------- | -------- | -------- | -------- | --------- | -------- |
| Eugen Ray                                              | 100 m           | 10,38    | 1.       | 10.*     | 10,30       | 3.          | 14.         | 10,47    | 6.       | 10.      | kiesett   | kiesett  |
| Sören Schlegel                                         | 100 m           | 10,44    | 1.       | 18.*     | 10,28       | 5.*         | 8.*         | kiesett  | kiesett  | kiesett  | kiesett   | kiesett  |
| Klaus-Dieter Kurrat                                    | 100 m           | 10,53    | 4.       | 22.***   | 10,54       | 6.          | 25.*        | kiesett  | kiesett  | kiesett  | kiesett   | kiesett  |
| Bernhard Hoff                                          | 200 m           | 21,53    | 3.       | 23.      | 20,96       | 3.          | 12.*        | 20,69    | 2.       | 2.       | 20,50     | 5.       |
| Olaf Prenzler                                          | 200 m           | 21,35    | 3.       | 15.      | 20,89       | 4.          | 6.**        | 21,00    | 5.       | 10.      | kiesett   | kiesett  |
| Frank Schaffer                                         | 400 m           | 46,13    | 1.       | 1.       | 46,15       | 1.          | 9.          | 45,47    | 1.       | 2.       | 44,87     |          |
| Detlef Wagenknecht                                     | 800 m           | 1:47,43  | 1.       | 2.       |             |             |             | 1:46,68  | 2.       | 4.       | 1:46,91   | 6.       |
| Olaf Beyer                                             | 800 m           | 1:48,88  | 1.       | 13.      |             |             |             | 1:47,56  | 4.       | 11.*     | kiesett   | kiesett  |
| Andreas Busse                                          | 800 m           | 1:47,34  | 1.       | 1.       |             |             |             | 1:46,86  | 2.       | 5.*      | 1:46,81   | 5.       |
| Andreas Busse                                          | 1500 m          | 3:44,27  | 1.       | 18.      |             |             |             | 3:43,47  | 3.       | 11.      | 3:40,17   | 4.       |
| Jürgen Straub                                          | 1500 m          | 3:36,95  | 2.       | 2.       |             |             |             | 3:39,38  | 2.       | 2.       | 3:38,80   |          |
| Hansjörg Kunze                                         | 5000 m          | 13:44,40 | 2.       | 9.       |             |             |             | 14:00,22 | 11.      | 22.      | kiesett   | kiesett  |
| Jörg Peter                                             | 10 000 m        | 28:49,96 | 2.       | 6.       |             |             |             |          |          |          | 28:05,53  | 6.       |
| Werner Schildhauer                                     | 10 000 m        | 28:32,08 | 3.       | 3.       |             |             |             |          |          |          | 28:10,91  | 7.       |
| Waldemar Cierpinski                                    | Maraton         |          |          |          |             |             |             |          |          |          | 2:11:03   |          |
| Hans-Joachim Truppel                                   | Maraton         |          |          |          |             |             |             |          |          |          | 2:14:55   | 11.      |
| Jürgen Eberding                                        | Maraton         |          |          |          |             |             |             |          |          |          | 2:18:04   | 21.      |
| Thomas Munkelt                                         | 110 m gát       | 13,55    | 1.       | 2.       |             |             |             | 13,49    | 1.       | 3.       | 13,39     |          |
| Thomas Dittrich                                        | 110 m gát       | 13,93    | 5.       | 11.      |             |             |             | 13,90    | 5.       | 10.      | kiesett   | kiesett  |
| Andreas Schlißke                                       | 110 m gát       | 14,18    | 4.       | 14.      |             |             |             | 14,60    | 8.       | 16.      | kiesett   | kiesett  |
| Volker Beck                                            | 400 m gát       | 50,35    | 3.       | 8.       |             |             |             | 50,36    | 1.       | 6.       | 48,70     |          |
| Ralf Pönitzsch                                         | 3000 m akadály  | 8:56,45  | 9.       | 27.      |             |             |             | kiesett  | kiesett  | kiesett  | kiesett   | kiesett  |
| Roland Wieser                                          | 20 km gyaloglás |          |          |          |             |             |             |          |          |          | 1:25:58,2 |          |
| Karl-Heinz Stadtmüller                                 | 20 km gyaloglás |          |          |          |             |             |             |          |          |          | 1:29:21,7 | 8.       |
| Werner Heyer                                           | 20 km gyaloglás |          |          |          |             |             |             |          |          |          | kizárták  | kizárták |
| Hartwig Gauder                                         | 50 km gyaloglás |          |          |          |             |             |             |          |          |          | 3:49:24   |          |
| Dietmar Meisch                                         | 50 km gyaloglás |          |          |          |             |             |             |          |          |          | kizárták  | kizárták |
| Uwe Dünkel                                             | 50 km gyaloglás |          |          |          |             |             |             |          |          |          | kizárták  | kizárták |
| Sören Schlegel Eugen Ray Bernhard Hoff Thomas Munkelt  | 4 × 100 m váltó | 38,65    | 1.       | 1.       |             |             |             |          |          |          | 38,73     | 5.       |
| Klaus Thiele Andreas Knebel Frank Schaffer Volker Beck | 4 × 400 m váltó | 3:03,4   | 1.       | 2.       |             |             |             |          |          |          | 3:01,26   |          |

| Versenyző          | Versenyszám   | Selejtező | Selejtező | Döntő    | Döntő    |
| Versenyző          | Versenyszám   | Eredmény  | Helyezés  | Eredmény | Helyezés |
| ------------------ | ------------- | --------- | --------- | -------- | -------- |
| Gerd Wessig        | Magasugrás    | 221 cm    | 2.        | 236 cm   |          |
| Jörg Freimuth      | Magasugrás    | 221 cm    | 2.        | 231 cm   |          |
| Henry Lauterbach   | Magasugrás    | 221 cm    | 2.        | 229 cm   | 4.       |
| Axel Weber         | Rúdugrás      | 515 cm    | 15.       | kiesett  | kiesett  |
| Lutz Dombrowski    | Távolugrás    | 817 cm    | 1.*       | 854 cm   |          |
| Frank Paschek      | Távolugrás    | 817 cm    | 1.*       | 821 cm   |          |
| Peter Rieger       | Távolugrás    | 759 cm    | 20.       | kiesett  | kiesett  |
| Udo Beyer          | Súlylökés     | 19,94 m   | 6.        | 21,06 m  |          |
| Hans-Jürgen Jacobi | Súlylökés     | 19,92 m   | 7.        | 20,32 m  | 6.       |
| Wolfgang Schmidt   | Diszkoszvetés | 62,46 m   | 8.        | 65,64 m  | 4.       |
| Hilmar Hoßfeld     | Diszkoszvetés | 59,92 m   | 12.       | 61,14 m  | 11.      |
| Armin Lemme        | Diszkoszvetés | 59,44 m   | 13.       | kiesett  | kiesett  |
| Roland Steuk       | Kalapácsvetés | 73,52 m   | 5.        | 77,54 m  | 4.       |
| Detlef Gerstenberg | Kalapácsvetés | 75,04 m   | 4.        | 74,60 m  | 5.       |
| Wolfgang Hanisch   | Gerelyhajítás | 85,82 m   | 2.        | 86,72 m  |          |
| Detlef Fuhrmann    | Gerelyhajítás | 78,80 m   | 11.       | 83,50 m  | 7.       |
| Detlef Michel      | Gerelyhajítás | 78,34 m   | 13.       | kiesett  | kiesett  |

| Versenyző       | Versenyszám | 100 m | 100 m | Távolugrás               | Távolugrás               | Súlylökés  | Súlylökés  | Magasugrás | Magasugrás | 400 m      | 400 m      | 110 m gát  | 110 m gát  | Diszkoszvetés | Diszkoszvetés | Rúdugrás   | Rúdugrás   | Gerelyhajítás | Gerelyhajítás | 1500 m     | 1500 m     | Végeredmény   | Végeredmény   |
| Versenyző       | Versenyszám | Idő   | Pont  | Eredmény                 | Pont                     | Eredmény   | Pont       | Eredmény   | Pont       | Idő        | Pont       | Idő        | Pont       | Eredmény      | Pont          | Eredmény   | Pont       | Eredmény      | Pont          | Idő        | Pont       | Pont          | Helyezés      |
| --------------- | ----------- | ----- | ----- | ------------------------ | ------------------------ | ---------- | ---------- | ---------- | ---------- | ---------- | ---------- | ---------- | ---------- | ------------- | ------------- | ---------- | ---------- | ------------- | ------------- | ---------- | ---------- | ------------- | ------------- |
| Steffen Grummt  | Tízpróba    | 11,35 | 721   | 686 cm                   | 791                      | 16,15 m    | 856        | 194 cm     | 804        | 49,39      | 833        | 14,82      | 868        | 48,56 m       | 846           | 430 cm     | 884        | 55,24 m       | 701           | 4:30,2     | 588        | 7892          | 8.            |
| Rainer Pottel   | Tízpróba    | 11,16 | 766   | érvényes kísérlet nélkül | érvényes kísérlet nélkül | 14,32 m    | 747        | nem indult | nem indult | nem indult | nem indult | nem indult | nem indult | nem indult    | nem indult    | nem indult | nem indult | nem indult    | nem indult    | nem indult | nem indult | nem ért célba | nem ért célba |
| Siegfried Stark | Tízpróba    | 11,27 | 740   | 700 cm                   | 820                      | nem indult | nem indult | nem indult | nem indult | nem indult | nem indult | nem indult | nem indult | nem indult    | nem indult    | nem indult | nem indult | nem indult    | nem indult    | nem indult | nem indult | nem ért célba | nem ért célba |

Női
| Versenyző                                                                    | Versenyszám     | Előfutam | Előfutam | Előfutam | Negyeddöntő | Negyeddöntő | Negyeddöntő | Elődöntő | Elődöntő | Elődöntő | Döntő   | Döntő    |
| Versenyző                                                                    | Versenyszám     | Idő      | Hely.    | Össz.    | Idő         | Hely.       | Össz.       | Idő      | Hely.    | Össz.    | Idő     | Helyezés |
| ---------------------------------------------------------------------------- | --------------- | -------- | -------- | -------- | ----------- | ----------- | ----------- | -------- | -------- | -------- | ------- | -------- |
| Marlies Oelsner-Göhr                                                         | 100 m           | 11,41    | 1.       | 8.*      | 11,12       | 1.          | 3.*         | 11,18    | 2.       | 2.       | 11,07   |          |
| Ingrid Auerswald-Lange                                                       | 100 m           | 11,32    | 1.       | 2.       | 11,12       | 1.          | 3.*         | 11,27    | 2.       | 4.       | 11,14   |          |
| Romy Müller                                                                  | 100 m           | 11,41    | 1.       | 8.*      | 11,09       | 2.          | 2.          | 11,22    | 1.       | 3.       | 11,16   | 5.       |
| Romy Müller                                                                  | 200 m           | 23,11    | 1.       | 2.       | 22,55       | 2.          | 2.          | 22,72    | 1.       | 4.       | 22,47   | 4.       |
| Bärbel Eckert-Wöckel                                                         | 200 m           | 23,55    | 2.       | 15.*     | 22,86       | 2.          | 5.          | 22,54    | 2.       | 2.       | 22,03   |          |
| Marita Koch                                                                  | 400 m           | 51,06    | 2.       | 2.       |             |             |             | 50,57    | 1.       | 3.       | 48,88   |          |
| Christina Brehmer-Lathan                                                     | 400 m           | 51,33    | 1.       | 3.       |             |             |             | 50,16    | 1.       | 1.       | 49,66   |          |
| Gabriele Löwe                                                                | 400 m           | 52,43    | 2.       | 13.      |             |             |             | 50,85    | 2.       | 5.       | 51,33   | 6.       |
| Martina Kämpfert                                                             | 800 m           | 1:58,73  | 2.       | 2.       |             |             |             | 1:58,03  | 2.       | 3.       | 1:56,3  | 4.       |
| Hildegard Ullrich                                                            | 800 m           | 2:00,10  | 1.       | 9.       |             |             |             | 1:58,61  | 2.       | 5.       | 1:57,2  | 5.       |
| Christiane Stoll-Wartenberg                                                  | 1500 m          | 4:00,31  | 3.       | 3.       |             |             |             |          |          |          | 3:57,71 |          |
| Ulrike Klapezynski-Bruns                                                     | 1500 m          | 4:01,52  | 4.       | 4.       |             |             |             |          |          |          | 4:00,62 | 5.       |
| Beate Liebich                                                                | 1500 m          | 4:06,75  | 6.       | 13.      |             |             |             |          |          |          | kiesett | kiesett  |
| Johanna Schaller-Klier                                                       | 100 m gát       | 13,03    | 2.       | 6.       |             |             |             | 12,77    | 2.       | 2.       | 12,63   |          |
| Kerstin Claus-Knabe                                                          | 100 m gát       | 12,77    | 3.       | 4.       |             |             |             | 12,99    | 4.       | 6.       | 12,66   | 4.       |
| Bettina Gärtz                                                                | 100 m gát       | 13,06    | 2.       | 7.       |             |             |             | 13,04    | 3.       | 7.       | 12,93   | 7.       |
| Romy Müller Bärbel Eckert-Wöckel Ingrid Auerswald-Lange Marlies Oelsner-Göhr | 4 × 100 m váltó | 38,65    | 1.       | 1.       |             |             |             |          |          |          | 38,73   | 5.       |
| Gabriele Löwe Barbara Krug Christina Brehmer-Lathan Marita Koch              | 4 × 400 m váltó | 3:03,4   | 1.       | 2.       |             |             |             |          |          |          | 3:01,26 |          |

| Versenyző                  | Versenyszám   | Selejtező | Selejtező | Döntő                       | Döntő    |
| Versenyző                  | Versenyszám   | Eredmény  | Helyezés  | Eredmény                    | Helyezés |
| -------------------------- | ------------- | --------- | --------- | --------------------------- | -------- |
| Jutta Kirst                | Magasugrás    | 188 cm    | 7.        | 194 cm                      |          |
| Rosie Witschas-Ackermann   | Magasugrás    | 188 cm    | 1.        | 191 cm                      | 4.       |
| Andrea Reichstein          | Magasugrás    | 188 cm    | 12.       | 191 cm                      | 6.*      |
| Brigitte Wujak             | Távolugrás    | 665 cm    | 5.        | 704 cm                      |          |
| Siegrun Siegl              | Távolugrás    | 653 cm    | 10.       | 687 cm                      | 5.       |
| Sigrid Heimann             | Távolugrás    | 671 cm    | 2.        | 671 cm (holtverseny) 671 cm | 7.       |
| Ilona Schoknecht-Slupianek | Súlylökés     |           |           | 22,41 m                     |          |
| Ines Reichenbach-Müller    | Súlylökés     |           |           | 19,66 m                     | 8.       |
| Margitta Droese-Pufe       | Súlylökés     |           |           | 21,20 m                     |          |
| Margitta Droese-Pufe       | Diszkoszvetés | 65,52 m   | 1.        | 66,12 m                     | 5.       |
| Evelin Schlaak-Jahl        | Diszkoszvetés | 60,22 m   | 8.        | 69,96 m                     |          |
| Gisela Beyer               | Diszkoszvetés | 62,86 m   | 3.        | 67,08 m                     | 4.       |
| Ute Hommola                | Gerelyhajítás | 63,52 m   | 5.        | 66,56 m                     |          |
| Ute Richter                | Gerelyhajítás | 66,66 m   | 1.        | 66,54 m                     | 4.       |
| Ruth Fuchs                 | Gerelyhajítás | 64,26 m   | 2.        | 63,94 m                     | 8.       |

| Versenyző              | Versenyszám | 100 m gát | 100 m gát | Súlylökés | Súlylökés | Magasugrás               | Magasugrás               | Távolugrás | Távolugrás | 800 m      | 800 m      | Végeredmény   | Végeredmény   |
| Versenyző              | Versenyszám | Idő       | Pont      | Eredmény  | Pont      | Eredmény                 | Pont                     | Eredmény   | Pont       | Idő        | Pont       | Pont          | Helyezés      |
| ---------------------- | ----------- | --------- | --------- | --------- | --------- | ------------------------ | ------------------------ | ---------- | ---------- | ---------- | ---------- | ------------- | ------------- |
| Ramona Neubert         | Ötpróba     | 13,93     | 875       | 13,68 m   | 820       | 177 cm                   | 1002                     | 663 cm     | 1041       | 2:07,7     | 960        | 4698          | 4.            |
| Burglinde Pollak       | Ötpróba     | 13,74     | 899       | 16,67 m   | 985       | 168 cm                   | 915                      | 593 cm     | 891        | 2:14,4     | 863        | 4553          | 6.            |
| Christine Bodner-Laser | Ötpróba     | 13,67     | 909       | 13,39 m   | 803       | érvényes kísérlet nélkül | érvényes kísérlet nélkül | nem indult | nem indult | nem indult | nem indult | nem ért célba | nem ért célba |

* - egy másik versenyzővel azonos eredményt ért el

** - két másik versenyzővel azonos eredményt ért el

*** - három másik versenyzővel azonos eredményt ért el

## Birkózás
Kötöttfogású
| Versenyző       | Versenyszám | 1. forduló                            | 2. forduló                         | 3. forduló                         | 4. forduló                   | 5. forduló        | Döntő             | Helyezés |
| Versenyző       | Versenyszám | Ellenfél Eredmény                     | Ellenfél Eredmény                  | Ellenfél Eredmény                  | Ellenfél Eredmény            | Ellenfél Eredmény | Ellenfél Eredmény | Helyezés |
| --------------- | ----------- | ------------------------------------- | ---------------------------------- | ---------------------------------- | ---------------------------- | ----------------- | ----------------- | -------- |
| Detlef Kühn     | 82 kg       | Fernando San Isidro (ESP) · kétvállas | Pavel Pavlov (BUL) · kétvállas     | Gennagyij Korban (URS) · kétvállas | kiesett                      |                   | kiesett           | 5.       |
| Thomas Horschel | 90 kg       | Atef Mahayri (SYR) · kétvállas        | Georgios Pozidis (GRE) · kétvállas | Keijo Manni (FIN) · kétvállas      | Petre Dicu (ROU) · kétvállas | kiesett           | kiesett           | 5.       |

Szabadfogású
| Versenyző        | Versenyszám | 1. forduló                            | 2. forduló                          | 3. forduló                                  | 4. forduló                       | 5. forduló                       | 6. forduló        | Döntő                                                                                          | Helyezés    |
| Versenyző        | Versenyszám | Ellenfél Eredmény                     | Ellenfél Eredmény                   | Ellenfél Eredmény                           | Ellenfél Eredmény                | Ellenfél Eredmény                | Ellenfél Eredmény | Ellenfél Eredmény                                                                              | Helyezés    |
| ---------------- | ----------- | ------------------------------------- | ----------------------------------- | ------------------------------------------- | -------------------------------- | -------------------------------- | ----------------- | ---------------------------------------------------------------------------------------------- | ----------- |
| Hartmut Reich    | 52 kg       | Anatolij Beloglazov (URS) · 3–14      | Ahmad Dahrouj (SYR) · kétvállas     | Nanzadyn Büregdaa (MGL) · 5–12              | kiesett                          | kiesett                          | kiesett           | kiesett                                                                                        | 8.          |
| Eberhard Probst  | 68 kg       | Victor Koualaigue (CMR) · kétvállas   | Ivan Jankov (BUL) · 3–11            | Stanisław Chiliński (POL) · 6–5             | Octavian Duşa (ROU) · 6–3        | Šaban Sejdi (YUG) · 2–6          |                   | kiesett                                                                                        | 5.          |
| Otto Steingräber | 74 kg       | Rajinder Singh (IND) · 8–14           | Khojawahid Zahedi (AFG) · kétvállas | Valentin Rajcsev (BUL) · 6–25               | kiesett                          | kiesett                          | kiesett           | kiesett                                                                                        | helyezetlen |
| Armin Weier      | 82 kg       | Magomedhan Aracilov (URS) · kétvállas | Zevegiin Düvchin (MGL) · 11–14      | kiesett                                     | kiesett                          | kiesett                          |                   | kiesett                                                                                        | helyezetlen |
| Uwe Neupert      | 90 kg       | Ion Ivanov (ROU) · kétvállas          | Christophe Andanson (FRA) · 14–5    | Dashdorjiin Tserentogtokh (MGL) · kétvállas | Szanaszar Oganeszjan (URS) · 9–9 | Ivan Ginov (BUL) · 4–3           |                   | Hozott eredmény · Szanaszar Oganeszjan (URS) · 9–9 1. mérkőzés · Aleksander Cichoń (POL) · 6–2 |             |
| Harald Büttner   | 100 kg      | Saleh El-Said (SYR) · kétvállas       | Vasile Puşcaşu (ROU) · 6–5          | Bárbaro Morgan (CUB) · 11–3                 | Tomasz Busse (POL) · 4–4         | Július Strnisko (TCH) · kizárták |                   | kiesett                                                                                        | 4.          |
| Roland Gehrke    | +100 kg     | Szoszlan Angyijev (URS) · 5–7         | Mamadou Sakho (SEN) · kétvállas     | Petar Ivanov (BUL) · 5–3                    | Balla József (HUN) · 4–6         |                                  |                   | kiesett                                                                                        | 4.          |

## Cselgáncs
| Versenyző          | Versenyszám  | Csoport | 32-es főtábla               | Nyolcaddöntő                   | Negyeddöntő                        | Elődöntő                      | Vigaszág negyeddöntő | Vigaszág elődöntő         | Bronz- mérkőzés                | Döntő                    | Helyezés |
| Versenyző          | Versenyszám  | Csoport | Ellenfél Eredmény           | Ellenfél Eredmény              | Ellenfél Eredmény                  | Ellenfél Eredmény             | Ellenfél Eredmény    | Ellenfél Eredmény         | Ellenfél Eredmény              | Ellenfél Eredmény        | Helyezés |
| ------------------ | ------------ | ------- | --------------------------- | ------------------------------ | ---------------------------------- | ----------------------------- | -------------------- | ------------------------- | ------------------------------ | ------------------------ | -------- |
| Reinhardt Arndt    | Légsúly      | B       | Arpad Szabo (ROU) · GY      | Yanjmaagiin Dorj (MGL) · V     | kiesett                            | kiesett                       |                      |                           |                                |                          | 13.      |
| Torsten Reißmann   | Harmatsúly   | A       | erőnyerő                    | Michael Young (AUS) · GY       | Raymond Neenan (GBR) · GY          | Nyikolaj Szoloduhin (URS) · V |                      |                           | Ilijan Nedkov (BUL) · V        |                          | 5.       |
| Karl-Heinz Lehmann | Könnyűsúly   | A       | Johann Leo (AUT) · GY       | Seppo Myllylä (FIN) · GY       | Niokhor Diongue (SEN) · GY         | Neil Adams (GBR) · V          |                      |                           | Edward Alkśnin (POL) · GY      |                          |          |
| Harald Heinke      | Váltósúly    | B       | Karim Badiane (SEN) · GY    | Sota Habareli (URS) · V        |                                    |                               |                      | Georgi Petrov (BUL) · GY  | Mircea Frăţică (ROU) · GY      |                          |          |
| Detlef Ultsch      | Középsúly    | B       | Ibrahim Muzaffer (KUW) · GY | Franch Casadei (SMR) · GY      | Isaac Azcuy (CUB) · V              |                               |                      | Peter Donnelly (GBR) · GY | Wálter Carmona (BRA) · GY      |                          |          |
| Dietmar Lorenz     | Félnehézsúly | A       | Elias Kobti (SYR) · GY      | Robert Köstenberger (AUT) · GY | Tengiz Hubuluri (URS) · V          |                               |                      | Daniel Radu (ROU) · GY    | Rolando José Tornes (CUB) · GY |                          |          |
| Dietmar Lorenz     | Nyílt        | A       | erőnyerő                    | Pavel Drăgoi (ROU) · GY        | Dambajavyn Tsend–Ayuush (MGL) · GY | Arthur Mapp (GBR) · GY        |                      |                           |                                | Angelo Parisi (FRA) · GY |          |

## Evezés
Férfi
| Versenyző | Versenyszám              | Előfutam | Előfutam | Vigaszág | Vigaszág | Elődöntő | Elődöntő | Döntő | Döntő   | Döntő | Helyezés |
| Versenyző | Versenyszám              | Idő      | Hely.    | Idő      | Hely.    | Idő      | Hely.    | Típus | Idő     | Hely. | Helyezés |
| --- | ------------------------ | -------- | -------- | -------- | -------- | -------- | -------- | ----- | ------- | ----- | -------- |
| Peter Kersten | Egypárevezős             | 7:49,01  | 2.       | erőnyerő | erőnyerő | 7:11,99  | 1.       | A     | 7:14,88 | 3.    |          |
| Joachim Dreifke Klaus Kröppelien | Kétpárevezős             | 6:54,69  | 1.       | erőnyerő | erőnyerő |          |          | A     | 6:24,33 | 1.    |          |
| Jörg Landvoigt Bernd Landvoigt | Kormányos nélküli kettes | 7:19,05  | 1.       | erőnyerő | erőnyerő | 6:40,54  | 1.       | A     | 6:48,01 | 1.    |          |
| Harald Jährling Friedrich-Wilhelm Ulrich Georg Spohr                                                                                | Kormányos kettes         | 7:32,89  | 1.       | erőnyerő | erőnyerő |          |          | A     | 7:02,54 | 1.    |          |
| Frank Dundr Carsten Bunk Uwe Heppner Martin Winter                                                                                  | Négypárevezős            | 6:01,68  | 1.       | erőnyerő | erőnyerő |          |          | A     | 5:49,81 | 1.    |          |
| Siegfried Brietzke Andreas Decker Stefan Semmler Jürgen Thiele                                                                      | Kormányos nélküli négyes | 6:19,93  | 1.       | erőnyerő | erőnyerő |          |          | A     | 6:08,17 | 1.    |          |
| Dieter Wendisch Ullrich Dießner Walter Dießner Gottfried Döhn Andreas Gregor                                                        | Kormányos négyes         | 6:44,49  | 1.       | erőnyerő | erőnyerő |          |          | A     | 6:14,51 | 1.    |          |
| Bernd Krauß Hans-Peter Koppe Ulrich Kons Jörg Friedrich Jens Doberschütz Ulrich Karnatz Uwe Dühring Bernd Höing Klaus-Dieter Ludwig | Nyolcas                  | 5:55,89  | 1.       | erőnyerő | erőnyerő |          |          | A     | 5:49,05 | 1.    |          |

Női
| Versenyző | Versenyszám              | Előfutam | Előfutam | Vigaszág | Vigaszág | Elődöntő | Elődöntő | Döntő | Döntő   | Döntő | Helyezés |
| Versenyző | Versenyszám              | Idő      | Hely.    | Idő      | Hely.    | Idő      | Hely.    | Típus | Idő     | Hely. | Helyezés |
| --- | ------------------------ | -------- | -------- | -------- | -------- | -------- | -------- | ----- | ------- | ----- | -------- |
| Martina Schröter | Egypárevezős             | 4:09,76  | 2.       | erőnyerő | erőnyerő | 3:42,97  | 1.       | A     | 3:43,54 | 3.    |          |
| Cornelia Linse Heidi Westphal | Kétpárevezős             | 3:32,23  | 3.       | 3:20,49  | 1.       |          |          | A     | 3:17,63 | 2.    |          |
| Ute Steindorf Cornelia Klier | Kormányos nélküli kettes | 4:00,17  | 2.       | 3:36,51  | 1.       |          |          | A     | 3:30,49 | 1.    |          |
| Ramona Kapheim Silvia Fröhlich Angelika Noack Romy Saalfeld Kirsten Wenzel                                                                | Kormányos négyes         | 3:25,22  | 1.       | erőnyerő | erőnyerő |          |          | A     | 3:19,27 | 1.    |          |
| Jutta Ploch Jutta Lau Sybille Reinhardt Roswietha Zobelt Liane Weigelt-Buhr Gisela Medefindt                                              | Kormányos négypárevezős  | 3:18,16  | 3.       | 3:17,00  | 1.       |          |          | A     | 3:15,32 | 1.    |          |
| Martina Boesler Kersten Neisser Christiane Knetsch-Köpke Birgit Schütz Gabriele Lohs Ilona Richter Marita Sandig Karin Metze Marina Wilke | Nyolcas                  | 3:13,41  | 1.       | erőnyerő | erőnyerő |          |          | A     | 3:03,32 | 1.    |          |

## Kajak-kenu
| Versenyző                                               | Versenyszám         | Előfutam | Előfutam | Előfutam | Vigaszág | Vigaszág | Vigaszág | Elődöntő | Elődöntő | Elődöntő | Döntő   | Döntő    |
| Versenyző                                               | Versenyszám         | Idő      | Hely.    | Össz.    | Idő      | Hely.    | Össz.    | Idő      | Hely.    | Össz.    | Idő     | Helyezés |
| ------------------------------------------------------- | ------------------- | -------- | -------- | -------- | -------- | -------- | -------- | -------- | -------- | -------- | ------- | -------- |
| Frank-Peter Bischof                                     | Kajak egyes 500 m   | 1:46,13  | 1.       | 5.       | erőnyerő | erőnyerő | erőnyerő | 1:46,21  | 1.       | 4.       | 1:45,97 | 5.       |
| Rüdiger Helm                                            | Kajak egyes 1000 m  | 3:45,20  | 1.       | 2.       | erőnyerő | erőnyerő | erőnyerő | 3:52,04  | 1.       | 1.       | 3:48,77 |          |
| Rüdiger Helm Bernd Olbricht                             | Kajak kettes 500 m  | 1:35,36  | 1.       | 4.       | erőnyerő | erőnyerő | erőnyerő | 1:35,88  | 1.       | 3.       | 1:34,00 |          |
| Peter Hempel Harry Nolte                                | Kajak kettes 1000 m | 3:25,71  | 2.       | 3.       | erőnyerő | erőnyerő | erőnyerő | 3:32,77  | 1.       | 1.       | 3:31,02 | 5.       |
| Rüdiger Helm Bernd Olbricht Harald Marg Bernd Duvigneau | Kajak négyes 1000 m | 3:04,86  | 1.       | 3.       | erőnyerő | erőnyerő | erőnyerő |          |          |          | 3:13,76 |          |
| Olaf Heukrodt                                           | Kenu egyes 500 m    | 1:55,37  | 2.       | 3.       | erőnyerő | erőnyerő | erőnyerő |          |          |          | 1:54,38 |          |
| Eckhard Leue                                            | Kenu egyes 1000 m   | 4:04,09  | 2.       | 2.       | erőnyerő | erőnyerő | erőnyerő |          |          |          | 4:15,02 |          |
| Olaf Heukrodt Uwe Madeja                                | Kenu kettes 1000 m  | 3:47,43  | 4.       | 9.       | 3:54,99  | 1.       | 1.       |          |          |          | 3:49,93 |          |

Női
| Versenyző                     | Versenyszám        | Előfutam | Előfutam | Előfutam | Vigaszág | Vigaszág | Vigaszág | Döntő   | Döntő    |
| Versenyző                     | Versenyszám        | Idő      | Hely.    | Össz.    | Idő      | Hely.    | Össz.    | Idő     | Helyezés |
| ----------------------------- | ------------------ | -------- | -------- | -------- | -------- | -------- | -------- | ------- | -------- |
| Birgit Fischer                | Kajak egyes 500 m  | 1:56,92  | 1.       | 1.       | erőnyerő | erőnyerő | erőnyerő | 1:57,96 |          |
| Carsta Genäuß Martina Bischof | Kajak kettes 500 m | 1:46,95  | 1.       | 1.       | erőnyerő | erőnyerő | erőnyerő | 1:43,88 |          |

## Kerékpározás

### Országúti kerékpározás
Férfi
| Versenyző                                                 | Versenyszám     | Idő              | Helyezés      |
| --------------------------------------------------------- | --------------- | ---------------- | ------------- |
| Thomas Barth                                              | Mezőnyverseny   | 4:56:13 (+7:44)  | 4.            |
| Andreas Petermann                                         | Mezőnyverseny   | 4:57:18 (+8:49)  | 10.           |
| Olaf Ludwig                                               | Mezőnyverseny   | 5:04:08 (+15:39) | 32.           |
| Bernd Drogan                                              | Mezőnyverseny   | nem ért célba    | nem ért célba |
| Falk Boden Bernd Drogan Olaf Ludwig Hans-Joachim Hartnick | Csapat időfutam | 2:02:53,19       |               |

### Pálya-kerékpározás
Sprintverseny
| Versenyző    | Versenyszám  | 1. forduló              | 1. forduló | Vigaszág               | Vigaszág | Döntő                  | Döntő | 2. forduló                              | 2. forduló | Vigaszág             | Vigaszág | Nyolcaddöntő           | Nyolcaddöntő | Vigaszág                   | Vigaszág | Döntő                | Döntő | Negyeddöntő                       | 5–8. helyért           | 5–8. helyért | Elődöntő                             | Döntő                                   | Helyezés |
| Versenyző    | Versenyszám  | Ellenfelek Győztes idő  | Hely       | Ellenfelek Győztes idő | Hely     | Ellenfelek Győztes idő | Hely  | Ellenfél Győztes idő                    | Hely       | Ellenfél Győztes idő | Hely     | Ellenfelek Győztes idő | Hely         | Ellenfelek Győztes idő     | Hely     | Ellenfél Győztes idő | Hely  | Ellenfél Győztes idő              | Ellenfelek Győztes idő | Hely         | Ellenfél Győztes idő                 | Ellenfél Győztes idő                    | Helyezés |
| ------------ | ------------ | ----------------------- | ---------- | ---------------------- | -------- | ---------------------- | ----- | --------------------------------------- | ---------- | -------------------- | -------- | ---------------------- | ------------ | -------------------------- | -------- | -------------------- | ----- | --------------------------------- | ---------------------- | ------------ | ------------------------------------ | --------------------------------------- | -------- |
| Lutz Heßlich | Férfi egyéni | John Musa (ZIM) · 11,42 | 1.         |                        |          |                        |       | Fawzi Abdussalam (LBA) · verseny nélkül | 1.         |                      |          |                        |              | James Joseph (GUY) · 10,75 | 1.       |                      |       | Henrik Salée (DEN) · 10,95; 10,96 |                        |              | Szergej Kopilov (URS) · 11,60; 11,24 | Yavé Cahard (FRA) · 11,40; 10,86; 12,01 |          |

Időfutam
| Név          | Versenyszám  | Idő      | Helyezés |
| ------------ | ------------ | -------- | -------- |
| Lothar Thoms | Férfi egyéni | 1:02,955 |          |

Üldözőversenyek
| Versenyző                                                     | Versenyszám  | Selejtező | Selejtező | Negyeddöntő                                                                           | Negyeddöntő | Elődöntő                                                                                               | Elődöntő  | Döntő | Döntő     | Helyezés |
| Versenyző                                                     | Versenyszám  | Idő       | Hely.     | Ellenfél Idő                                                                          | Saját idő   | Ellenfél Idő                                                                                           | Saját idő | Ellenfél Idő | Saját idő | Helyezés |
| ------------------------------------------------------------- | ------------ | --------- | --------- | ------------------------------------------------------------------------------------- | ----------- | --- | --------- | --- | --------- | -------- |
| Harald Wolf                                                   | Férfi egyéni | 4:39,96   | 1.        | Martin Penc (TCH) · 4:47,87                                                           | 4:37,18     | Alain Bondue (FRA) · 4:36,23                                                                           | 4:40,10   | Bronzmérkőzés · Hans-Henrik Ørsted (DEN) · 4:36,54                                                                          | 4:37,38   | 4.       |
| Gerald Mortag Uwe Unterwalder Matthias Wiegand Volker Winkler | Férfi csapat | 4:18,24   | 2.        | Svájc (SUI) · Robert Dill-Bundi · Urs Freuler · Hans Känel · Hans Ledermann · 4:23,56 | 4:17,43     | Olaszország (ITA) · Pierangelo Bincoletto · Guido Bontempi · Ivano Maffei · Silvestro Milani · 4:20,13 | 4:18,16   | Szovjetunió (URS) · Viktor Manakov · Valerij Movcsan · Vlagyimir Oszokin · Vitalij Petrakov · Alekszandr Krasznov · 4:15,70 | 4:19,67   |          |

## Kézilabda

### Férfi
| Keletnémet férfi kézilabdacsapat-játékoskeret                                                                            | Keletnémet férfi kézilabdacsapat-játékoskeret                                                                             |
| --- | --- |
| - Wieland Schmidt - Siegfried Voigt - Günter Dreibrodt - Peter Rost - Klaus Gruner - Lothar Doering - Frank-Michael Wahl | - Dietmar Schmidt - Ingolf Wiegert - Hans-Georg Beyer - Hartmut Krüger - Rainer Höft - Ernst Gerlach - Hans-Georg Jaunich |

#### Eredmények
Csoportkör
A csoport
| Csapat              | M | Gy | D | V | G+  | G–  | Gk  | P |
| ------------------- | - | -- | - | - | --- | --- | --- | - |
| NDK (GDR)           | 5 | 4  | 1 | 0 | 108 | 92  | +16 | 9 |
| Magyarország (HUN)  | 5 | 3  | 2 | 0 | 96  | 88  | +8  | 8 |
| Spanyolország (ESP) | 5 | 2  | 1 | 2 | 102 | 106 | –4  | 5 |
| Lengyelország (POL) | 5 | 2  | 1 | 2 | 123 | 97  | +26 | 5 |
| Dánia (DEN)         | 5 | 1  | 0 | 4 | 96  | 104 | –8  | 2 |
| Kuba (CUB)          | 5 | 0  | 1 | 4 | 103 | 141 | –38 | 1 |

| 1980. július 20. 20:00 | NDK (GDR) | 21–17 | Spanyolország (ESP) |  |
| 1980. július 20. 20:00 | (6–9)     |       |                     |  |
| 1980. július 20. 20:00 |           |       |                     |  |

| 1980. július 22. 20:00 | NDK (GDR) | 14–14 | Magyarország (HUN) |  |
| 1980. július 22. 20:00 | (9–7)     |       |                    |  |
| 1980. július 22. 20:00 |           |       |                    |  |

| 1980. július 24. 20:00 | NDK (GDR) | 27–20 | Kuba (CUB) |  |
| 1980. július 24. 20:00 | (13–10)   |       |            |  |
| 1980. július 24. 20:00 |           |       |            |  |

| 1980. július 26. 20:00 | NDK (GDR) | 22–21 | Lengyelország (POL) |  |
| 1980. július 26. 20:00 | (11–9)    |       |                     |  |
| 1980. július 26. 20:00 |           |       |                     |  |

| 1980. július 28. 20:00 | NDK (GDR) | 24–20 | Dánia (DEN) |  |
| 1980. július 28. 20:00 | (13–9)    |       |             |  |
| 1980. július 28. 20:00 |           |       |             |  |

Döntő
| 1980. július 30. 18:30 | NDK (GDR)      | 23–22 (h. u.) | Szovjetunió (URS) |  |
| 1980. július 30. 18:30 | (10–10, 20–20) |               |                   |  |
| 1980. július 30. 18:30 |                |               |                   |  |

| Csapat    | Helyezés |
| --------- | -------- |
| NDK (GDR) |          |

### Női
| Keletnémet női kézilabdacsapat-játékoskeret                                                                        | Keletnémet női kézilabdacsapat-játékoskeret                                                                                       |
| --- | --- |
| - Hannelore Zober - Evelyn Matz - Roswitha Krause - Christina Rost - Petra Uhlig - Marion Tietz - Kristina Richter | - Waltraud Kretzschmar - Katrin Krüger - Claudia Wunderlich - Sabine Röther - Kornelia Kunisch - Birgit Heinecke - Renate Rudolph |

#### Eredmények
Csoportkör
| 1980. július 21. 18:30 | NDK (GDR) | 16–10 | Csehszlovákia (TCH) |  |
| 1980. július 21. 18:30 | (8–6)     |       |                     |  |
| 1980. július 21. 18:30 |           |       |                     |  |

| 1980. július 23. 20:00 | NDK (GDR) | 15–15 | Jugoszlávia (YUG) |  |
| 1980. július 23. 20:00 | (8–6)     |       |                   |  |
| 1980. július 23. 20:00 |           |       |                   |  |

| 1980. július 25. 18:30 | NDK (GDR) | 28–6 | Kongói Népköztársaság (CGO) |  |
| 1980. július 25. 18:30 | (15–4)    |      |                             |  |
| 1980. július 25. 18:30 |           |      |                             |  |

| 1980. július 27. 20:00 | NDK (GDR) | 19–9 | Magyarország (HUN) |  |
| 1980. július 27. 20:00 | (9–3)     |      |                    |  |
| 1980. július 27. 20:00 |           |      |                    |  |

| 1980. július 29. 18:30 | NDK (GDR) | 13–18 | Szovjetunió (URS) |  |
| 1980. július 29. 18:30 | (6–7)     |       |                   |  |
| 1980. július 29. 18:30 |           |       |                   |  |

Végeredmény
| Helyezés | Csapat                      | M | Gy | D | V | G+  | G–  | Gk   | P  |
| -------- | --------------------------- | - | -- | - | - | --- | --- | ---- | -- |
| Arany    | Szovjetunió (URS)           | 5 | 5  | 0 | 0 | 99  | 52  | +47  | 10 |
| Ezüst    | Jugoszlávia (YUG)           | 5 | 3  | 1 | 1 | 107 | 67  | +40  | 7  |
| Bronz    | NDK (GDR)                   | 5 | 3  | 1 | 1 | 91  | 58  | +33  | 7  |
| 4.       | Magyarország (HUN)          | 5 | 1  | 1 | 3 | 80  | 74  | +6   | 3  |
| 5.       | Csehszlovákia (TCH)         | 5 | 1  | 1 | 3 | 65  | 78  | –13  | 3  |
| 6.       | Kongói Népköztársaság (CGO) | 5 | 0  | 0 | 5 | 46  | 159 | –113 | 0  |

| Csapat    | Helyezés |
| --------- | -------- |
| NDK (GDR) |          |

## Labdarúgás
| Keletnémet labdarúgócsapat-játékoskeret | Keletnémet labdarúgócsapat-játékoskeret                                                                                                   |
| --- | --- |
| - Bodo Rudwaleit - Norbert Trieloff - Matthias Müller - Artur Ullrich - Frank Baum - Rüdiger Schnuphase - Wolfgang Steinbach - Lothar Hause - Matthias Liebers | - Frank Terletzki - Wolf-Rüdiger Netz - Dieter Kühn - Werner Peter - Frank Uhlig - Jürgen Bähringer - Bernd Jakubowski - Traudl Trautmann |

### Eredmények
Csoportkör
C csoport
| Csapat        | M | Gy | D | V | G+ | G– | Gk | P |
| ------------- | - | -- | - | - | -- | -- | -- | - |
| NDK           | 3 | 2  | 1 | 0 | 7  | 1  | +6 | 5 |
| Algéria       | 3 | 1  | 1 | 1 | 4  | 2  | +2 | 3 |
| Spanyolország | 3 | 0  | 3 | 0 | 2  | 2  | 0  | 3 |
| Szíria        | 3 | 0  | 1 | 2 | 0  | 8  | –8 | 1 |

| 1980. július 20. 12:00 |

| NDK (GDR) | 1–1               | Spanyolország |
| --------- | ----------------- | ------------- |
| Kühn 49'  | (0–0) Jegyzőkönyv | Marcos 50'    |

| Republican Stadion, Kijev Nézőszám: 100 000 Játékvezető: Ulf Eriksson (svéd) |

| 1980. július 22. 12:00 |

| NDK (GDR)     | 1–0               | Algéria |
| ------------- | ----------------- | ------- |
| Terletzki 61' | (0–0) Jegyzőkönyv |         |

| Republican Stadion, Kijev Nézőszám: 70 000 Játékvezető: Romualdo Arppi Filho (brazil) |

| 1980. július 24. 12:00 |

| NDK (GDR)                                     | 5–0               | Szíria |
| --------------------------------------------- | ----------------- | ------ |
| Hause 6' Netz 25' 45' Peter 75' Terletzki 82' | (3–0) Jegyzőkönyv |        |

| Republican Stadion, Kijev Nézőszám: 80 000 Játékvezető: Ulf Eriksson (svéd) |

Negyeddöntő
| 1980. július 27. 12:00 |

| NDK (GDR)                                                     | 4–0               | Irak |
| ------------------------------------------------------------- | ----------------- | ---- |
| Schnuphase 4' (11-esből) Netz 11' Steinbach 17' Terletzki 22' | (4–0) Jegyzőkönyv |      |

| Republican Stadion, Kijev Nézőszám: 48 000 Játékvezető: Romualdo Arppi Filho (brazil) |

Elődöntő
| 1980. július 29. 12:00 |

| Szovjetunió (URS) | 0–1               | NDK      |
| ----------------- | ----------------- | -------- |
|                   | (0–1) Jegyzőkönyv | Netz 16' |

| Lenin Stadion, Moszkva Nézőszám: 95 000 Játékvezető: Ulf Eriksson (svéd) |

Döntő
| 1980. augusztus 2. 12:00 |

| Csehszlovákia (TCH) | 1–0               | NDK |
| ------------------- | ----------------- | --- |
| Svoboda 77'         | (0–0) Jegyzőkönyv |     |

| Lenin Stadion, Moszkva Nézőszám: 70 000 Játékvezető: Eldar Azim Zade (szovjet) |

| Csapat    | Helyezés |
| --------- | -------- |
| NDK (GDR) |          |

## Műugrás
Férfi
| Versenyző     | Versenyszám        | Selejtező | Selejtező | Döntő   | Döntő    |
| Versenyző     | Versenyszám        | Pont      | Helyezés  | Pont    | Helyezés |
| ------------- | ------------------ | --------- | --------- | ------- | -------- |
| Falk Hoffmann | Egyéni toronyugrás | 546,120   | 1.        | 835,650 |          |
| Falk Hoffmann | Egyéni műugrás     | 567,780   | 3.        | 858,510 | 4.       |
| Frank Taubert | Egyéni műugrás     | 524,040   | 9.        | kiesett | kiesett  |
| Dieter Waskow | Egyéni műugrás     | 522,870   | 10.       | kiesett | kiesett  |
| Dieter Waskow | Egyéni toronyugrás | 515,160   | 6.        | 802,800 | 5.       |
| Thomas Knuths | Egyéni toronyugrás | 521,010   | 3.        | 783,975 | 6.       |

Női
| Versenyző       | Versenyszám        | Selejtező | Selejtező | Döntő   | Döntő    |
| Versenyző       | Versenyszám        | Pont      | Helyezés  | Pont    | Helyezés |
| --------------- | ------------------ | --------- | --------- | ------- | -------- |
| Martina Proeber | Egyéni műugrás     | 450,990   | 3.        | 698,895 |          |
| Karin Guthke    | Egyéni műugrás     | 435,210   | 4.        | 685,245 |          |
| Martina Jäschke | Egyéni műugrás     | 427,470   | 6.        | 668,115 | 5.       |
| Martina Jäschke | Egyéni toronyugrás | 359,880   | 4.        | 596,250 |          |
| Ramona Wenzel   | Egyéni toronyugrás | 358,860   | 5.        | 542,070 | 4.       |
| Kerstin Krause  | Egyéni toronyugrás | 322,680   | 9.        | kiesett | kiesett  |

## Ökölvívás
| Versenyző          | Versenyszám   | Selejtező                  | 32-es főtábla                    | Nyolcaddöntő                  | Negyeddöntő                   | Elődöntő                        | Döntő                    | Helyezés |
| Versenyző          | Versenyszám   | Ellenfél Eredmény          | Ellenfél Eredmény                | Ellenfél Eredmény             | Ellenfél Eredmény             | Ellenfél Eredmény               | Ellenfél Eredmény        | Helyezés |
| ------------------ | ------------- | -------------------------- | -------------------------------- | ----------------------------- | ----------------------------- | ------------------------------- | ------------------------ | -------- |
| Dietmar Geilich    | Papírsúly     |                            | Birender Singh Thapa (IND) · 3:2 | Pedro Nieves (VEN) · 5:0      | Samil Szabirov (URS) · 1:4    | kiesett                         | kiesett                  | 5.       |
| Mario Behrendt     | Harmatsúly    | Dumitru Cipere (ROU) · 0:5 | kiesett                          | kiesett                       | kiesett                       | kiesett                         | kiesett                  | 33.      |
| Rudi Fink          | Pehelysúly    | Hannu Kaislama (FIN) · 5:0 | Esmail Mohammad (AFG) · KO       | Carlos González (MEX) · KO    | Winifred Kabunda (ZAM) · 4:1  | Viktor Ribakov (URS) · 4:1      | Adolfo Horta (CUB) · 4:1 |          |
| Richard Nowakowski | Könnyűsúly    |                            | Christopher Ossai (NGR) · 5:0    | Geofrey Nyeko (UGA) · RSC     | George Gilbody (GBR) · 5:0    | Viktor Gyemjanyenko (URS) · RSC | kiesett                  |          |
| Dietmar Schwarz    | Kisváltósúly  |                            | Teddy Makofi (ZAM) · 5:0         | José Angel Molina (PUR) · RSC | kiesett                       | kiesett                         | kiesett                  | 9.       |
| Karl-Heinz Krüger  | Váltósúly     |                            | Mohamed Ali El-Dahan (SYR) · 5:0 | Lucas Msomba (TAN) · 5:0      | Joey Frost (GBR) · 5:0        | Andrés Aldama (CUB) · 0:5       | kiesett                  |          |
| Detlef Kästner     | Nagyváltósúly |                            | erőnyerő                         | Adeoye Adetunji (NGR) · KO    | Leonidas Njunwa (TAN) · 5:0   | Alekszandr Koskin (URS) · 0:5   | kiesett                  |          |
| Manfred Trauten    | Középsúly     |                            | Kosztadin Folev (BUL) · 5:0      | Christer Corpi (SWE) · RSC    | Viktor Szavcsenko (URS) · RSC | kiesett                         | kiesett                  | 5.       |
| Herbert Bauch      | Félnehézsúly  |                            | erőnyerő                         | Bozsidar Ivanov (BUL) · 5:0   | Benny Pike (AUS) · KO         | Slobodan Kačar (YUG) · RSC      | kiesett                  |          |
| Jürgen Fanghänel   | Nehézsúly     |                            |                                  | Luis Castillo (ECU) · 4:1     | Petar Sztoimenov (BUL) · RSC  | Pjotr Zajev (URS) · 0:5         | kiesett                  |          |

RSC – a mérkőzésvezető megállította a mérkőzést

## Röplabda

### Női
| Keletnémet női röplabdacsapat-játékoskeret                                                                       | Keletnémet női röplabdacsapat-játékoskeret                                                               |
| --- | --- |
| - Ute Kostrzewa - Andrea Heim - Annette Schultz - Christine Walther-Mummhardt - Heike Lehmann - Barbara Czekalla | - Karla Roffeis - Martina Schmidt - Anke Westendorf - Karin Püschel - Brigitte Fetzer - Katharina Bullin |

#### Eredmények
Csoportkör
A csoport
|                   |      | Mérkőzések | Mérkőzések | Szettek | Szettek | Szettek | Pontok | Pontok | Pontok |
| Csapat            | Pont | Gy         | V          | Sz+     | Sz–     | SzA     | P+     | P–     | PA     |
| ----------------- | ---- | ---------- | ---------- | ------- | ------- | ------- | ------ | ------ | ------ |
| Szovjetunió (URS) | 6    | 3          | 0          | 9       | 2       | 4,500   | 153    | 99     | 1,545  |
| NDK (GDR)         | 5    | 2          | 1          | 7       | 6       | 1,167   | 166    | 160    | 1,038  |
| Kuba (CUB)        | 4    | 1          | 2          | 4       | 6       | 0,667   | 117    | 117    | 1,000  |
| Peru (PER)        | 3    | 0          | 3          | 3       | 9       | 0,333   | 108    | 168    | 0,643  |

| 1980. július 21. 19:30 | NDK (GDR)                   | 3–1 | Kuba (CUB) |  |
| 1980. július 21. 19:30 | (15–11, 15–13, 10–15, 15–4) |     |            |  |

| 1980. július 23. 19:30 | Szovjetunió (URS)          | 3–1 | NDK (GDR) |  |
| 1980. július 23. 19:30 | (15–5, 10–15, 16–14, 15–6) |     |           |  |

| 1980. július 25. 19:30 | NDK (GDR)                          | 3–2 | Peru (PER) |  |
| 1980. július 25. 19:30 | (15–10, 15–17, 11–15, 15–10, 15–9) |     |            |  |

Elődöntő
| 1980. július 27. 17:30 | NDK (GDR)                        | 3–2 | Bulgária (BUL) |  |
| 1980. július 27. 17:30 | (15–10, 12–15, 15–9, 7–15, 15–6) |     |                |  |

Döntő
| 1980. július 29. 19:30 | Szovjetunió (URS)           | 3–1 | NDK (GDR) |  |
| 1980. július 29. 19:30 | (15–12, 11–15, 15–13, 15–7) |     |           |  |

| Csapat    | Helyezés |
| --------- | -------- |
| NDK (GDR) |          |

## Sportlövészet
Nyílt
| Versenyző          | Versenyszám           | Pont                         | Helyezés |
| ------------------ | --------------------- | ---------------------------- | -------- |
| Jürgen Wiefel      | Gyorstüzelő pisztoly  | 596 (szétlövés: 148+147+147) |          |
| Andreas Franke     | Gyorstüzelő pisztoly  | 593                          | 11.      |
| Harald Vollmar     | Szabadpisztoly        | 568                          |          |
| Uwe Potteck        | Szabadpisztoly        | 556                          | 16.      |
| Mario Gonsierowski | Sportpuska, fekvő     | 593                          | 20.      |
| Hellfried Heilfort | Sportpuska, fekvő     | 599                          |          |
| Hellfried Heilfort | Sportpuska, összetett | 1162                         | 7.       |
| Bernd Hartstein    | Sportpuska, összetett | 1166                         |          |
| Thomas Pfeffer     | Futócéllövészet       | 589 (szétlövés: 95)          |          |
| Hans-Jürgen Helbig | Futócéllövészet       | 579                          | 8.       |
| Jörg Damme         | Trap                  | 196 (szétlövés: 24+24)       |          |
| Burckhardt Hoppe   | Trap                  | 192                          | 8.       |
| Bernhard Hochwald  | Skeet                 | 192                          | 19.      |
| Axel Krämer        | Skeet                 | 179                          | 42.      |

## Súlyemelés
| Versenyző       | Versenyszám | Szakítás | Szakítás | Lökés                    | Lökés                    | Összesen | Helyezés |
| Versenyző       | Versenyszám | Eredmény | Helyezés | Eredmény                 | Helyezés                 | Összesen | Helyezés |
| --------------- | ----------- | -------- | -------- | ------------------------ | ------------------------ | -------- | -------- |
| Andreas Letz    | 56 kg       | 115,0    | 3.       | 150,0                    | 2.                       | 265,0    | 4.       |
| Joachim Kunz    | 67,5 kg     | 145,0    | 3.       | 190,0                    | 2.                       | 335,0    |          |
| Gunter Ambraß   | 67,5 kg     | 140,0    | 6.       | 180,0                    | 4.                       | 320,0    | 5.       |
| Günter Schliwka | 75 kg       | 150,0    | 4.       | érvényes kísérlet nélkül | érvényes kísérlet nélkül | kiesett  | kiesett  |
| Detlef Blasche  | 82,5 kg     | 152,5    | 7.       | 192,5                    | 7.                       | 345,0    | 7.       |
| Frank Mantek    | 90 kg       | 165,0    | 3.       | 205,0                    | 2.                       | 370,0    |          |
| Michael Hennig  | 100 kg      | 165,0    | 8.       | 217,5                    | 1.                       | 382,5    | 4.       |
| Manfred Funke   | 100 kg      | 170,0    | 6.       | 207,5                    | 6.                       | 377,5    | 6.       |
| Jürgen Heuser   | +110 kg     | 182,5    | 2.       | 227,5                    | 2.                       | 410,0    |          |

## Torna
Férfi
| Versenyző                                                                                 | Versenyszám      | Selejtező | Selejtező | Döntő    | Döntő    |
| Versenyző                                                                                 | Versenyszám      | Pontszám  | Helyezés  | Pontszám | Helyezés |
| ----------------------------------------------------------------------------------------- | ---------------- | --------- | --------- | -------- | -------- |
| Roland Brückner                                                                           | Talaj            | 19,70     | 2.        | 9,850    |          |
| Roland Brückner                                                                           | Ugrás            | 19,75     | 2.        | 9,875    |          |
| Roland Brückner                                                                           | Korlát           | 19,60     | 5.        | 9,800    |          |
| Roland Brückner                                                                           | Nyújtó           | 18,65     | 30.       | kiesett  | kiesett  |
| Roland Brückner                                                                           | Gyűrű            | 19,55     | 7.        | 9,775    | 4.       |
| Roland Brückner                                                                           | Lólengés         | 19,65     | 6.        | 9,825    | 4.       |
| Roland Brückner                                                                           | Egyéni összetett | 116,90    | 7.        | 117,300  | 5.       |
| Michael Nikolay                                                                           | Talaj            | 19,20     | 14.       | kiesett  | kiesett  |
| Michael Nikolay                                                                           | Ugrás            | 19,45     | 18.       | kiesett  | kiesett  |
| Michael Nikolay                                                                           | Korlát           | 19,40     | 9.        | 9,700    | 4.       |
| Michael Nikolay                                                                           | Nyújtó           | 19,35     | 6.        | 9,675    | 4.*      |
| Michael Nikolay                                                                           | Gyűrű            | 19,35     | 13.       | kiesett  | kiesett  |
| Michael Nikolay                                                                           | Lólengés         | 19,75     | 3.        | 9,875    |          |
| Michael Nikolay                                                                           | Egyéni összetett | 116,50    | 8.        | 116,750  | 6.       |
| Lutz Hoffmann                                                                             | Talaj            | 19,45     | 9.        | 9,725    | 6.       |
| Lutz Hoffmann                                                                             | Ugrás            | 19,60     | 9.        | kiesett  | kiesett  |
| Lutz Hoffmann                                                                             | Korlát           | 19,00     | 24.       | kiesett  | kiesett  |
| Lutz Hoffmann                                                                             | Nyújtó           | 19,00     | 15.       | kiesett  | kiesett  |
| Lutz Hoffmann                                                                             | Gyűrű            | 19,25     | 17.       | kiesett  | kiesett  |
| Lutz Hoffmann                                                                             | Lólengés         | 19,45     | 11.       | kiesett  | kiesett  |
| Lutz Hoffmann                                                                             | Egyéni összetett | 115,75    | 13.       | 116,025  | 7.       |
| Ralf-Peter Hemmann                                                                        | Talaj            | 19,05     | 21.       | kiesett  | kiesett  |
| Ralf-Peter Hemmann                                                                        | Ugrás            | 19,65     | 7.        | 9,825    | 4.       |
| Ralf-Peter Hemmann                                                                        | Korlát           | 19,30     | 11.       | kiesett  | kiesett  |
| Ralf-Peter Hemmann                                                                        | Nyújtó           | 19,35     | 6.        | 9,675    | 4.*      |
| Ralf-Peter Hemmann                                                                        | Gyűrű            | 19,15     | 20.       | kiesett  | kiesett  |
| Ralf-Peter Hemmann                                                                        | Lólengés         | 19,20     | 19.       | kiesett  | kiesett  |
| Ralf-Peter Hemmann                                                                        | Egyéni összetett | 115,70    | 14.       | kiesett  | kiesett  |
| Andreas Bronst                                                                            | Talaj            | 19,15     | 15.       | kiesett  | kiesett  |
| Andreas Bronst                                                                            | Ugrás            | 19,50     | 15.       | kiesett  | kiesett  |
| Andreas Bronst                                                                            | Korlát           | 19,30     | 11.       | kiesett  | kiesett  |
| Andreas Bronst                                                                            | Nyújtó           | 18,80     | 21.       | kiesett  | kiesett  |
| Andreas Bronst                                                                            | Gyűrű            | 18,75     | 32.       | kiesett  | kiesett  |
| Andreas Bronst                                                                            | Lólengés         | 19,35     | 14.       | kiesett  | kiesett  |
| Andreas Bronst                                                                            | Egyéni összetett | 114,85    | 15.       | kiesett  | kiesett  |
| Lutz Mack                                                                                 | Talaj            | 19,40     | 10.       | kiesett  | kiesett  |
| Lutz Mack                                                                                 | Ugrás            | 19,25     | 30.       | kiesett  | kiesett  |
| Lutz Mack                                                                                 | Korlát           | 19,10     | 18.       | kiesett  | kiesett  |
| Lutz Mack                                                                                 | Nyújtó           | 18,40     | 40.       | kiesett  | kiesett  |
| Lutz Mack                                                                                 | Gyűrű            | 19,45     | 10.       | kiesett  | kiesett  |
| Lutz Mack                                                                                 | Lólengés         | 18,40     | 43.       | kiesett  | kiesett  |
| Lutz Mack                                                                                 | Egyéni összetett | 114,00    | 20.       | kiesett  | kiesett  |
| Lutz Mack Michael Nikolay Roland Brückner Ralf-Peter Hemmann Lutz Hoffmann Andreas Bronst | Csapat összetett |           |           | 581,15   |          |

Női
| Versenyző                                                                         | Versenyszám      | Selejtező | Selejtező | Döntő    | Döntő    |
| Versenyző                                                                         | Versenyszám      | Pontszám  | Helyezés  | Pontszám | Helyezés |
| --------------------------------------------------------------------------------- | ---------------- | --------- | --------- | -------- | -------- |
| Maxi Gnauck                                                                       | Talaj            | 19,85     | 1.        | 19,825   | *        |
| Maxi Gnauck                                                                       | Ugrás            | 19,85     | 1.        | 19,300   | 6.       |
| Maxi Gnauck                                                                       | Felemás korlát   | 19,95     | 1.        | 19,875   |          |
| Maxi Gnauck                                                                       | Gerenda          | 19,70     | 4.        | 19,700   | 4.       |
| Maxi Gnauck                                                                       | Egyéni összetett | 79,35     | 1.        | 79,075   | *        |
| Steffi Kräker                                                                     | Talaj            | 19,35     | 22.       | kiesett  | kiesett  |
| Steffi Kräker                                                                     | Ugrás            | 19,85     | 1.        | 19,675   |          |
| Steffi Kräker                                                                     | Felemás korlát   | 19,75     | 3.        | 19,775   | *        |
| Steffi Kräker                                                                     | Gerenda          | 19,55     | 12.       | kiesett  | kiesett  |
| Steffi Kräker                                                                     | Egyéni összetett | 78,50     | 10.       | 78,200   | 8.       |
| Katharina Rensch                                                                  | Talaj            | 19,70     | 10.       | kiesett  | kiesett  |
| Katharina Rensch                                                                  | Ugrás            | 19,75     | 6.        | kiesett  | kiesett  |
| Katharina Rensch                                                                  | Felemás korlát   | 19,70     | 9.        | kiesett  | kiesett  |
| Katharina Rensch                                                                  | Gerenda          | 19,40     | 17.       | kiesett  | kiesett  |
| Katharina Rensch                                                                  | Egyéni összetett | 78,55     | 9.        | 78,125   | 9.       |
| Birgit Süß                                                                        | Talaj            | 19,65     | 12.       | kiesett  | kiesett  |
| Birgit Süß                                                                        | Ugrás            | 19,75     | 6.        | kiesett  | kiesett  |
| Birgit Süß                                                                        | Felemás korlát   | 19,60     | 14.       | kiesett  | kiesett  |
| Birgit Süß                                                                        | Gerenda          | 18,90     | 29.       | kiesett  | kiesett  |
| Birgit Süß                                                                        | Egyéni összetett | 77,90     | 17.       | kiesett  | kiesett  |
| Silvia Hindorff                                                                   | Talaj            | 19,50     | 15.       | kiesett  | kiesett  |
| Silvia Hindorff                                                                   | Ugrás            | 19,40     | 23.       | kiesett  | kiesett  |
| Silvia Hindorff                                                                   | Felemás korlát   | 19,30     | 25.       | kiesett  | kiesett  |
| Silvia Hindorff                                                                   | Gerenda          | 19,15     | 23.       | kiesett  | kiesett  |
| Silvia Hindorff                                                                   | Egyéni összetett | 77,35     | 21.       | kiesett  | kiesett  |
| Karola Sube                                                                       | Talaj            | 19,30     | 24.       | kiesett  | kiesett  |
| Karola Sube                                                                       | Ugrás            | 19,05     | 31.       | kiesett  | kiesett  |
| Karola Sube                                                                       | Felemás korlát   | 19,45     | 20.       | kiesett  | kiesett  |
| Karola Sube                                                                       | Gerenda          | 19,40     | 17.       | kiesett  | kiesett  |
| Karola Sube                                                                       | Egyéni összetett | 77,20     | 23.       | kiesett  | kiesett  |
| Maxi Gnauck Silvia Hindorff Steffi Kräker Katharina Rensch Karola Sube Birgit Süß | Csapat összetett |           |           | 392,55   |          |

* - egy másik versenyzővel azonos eredményt ért el

## Úszás
Férfi
| Versenyző                                                          | Versenyszám            | Előfutam | Előfutam | Előfutam | Elődöntő | Elődöntő | Elődöntő | Döntő    | Döntő    |
| Versenyző                                                          | Versenyszám            | Idő      | Hely.    | Össz.    | Idő      | Hely.    | Össz.    | Idő      | Helyezés |
| ------------------------------------------------------------------ | ---------------------- | -------- | -------- | -------- | -------- | -------- | -------- | -------- | -------- |
| Jörg Woithe                                                        | 100 m gyors            | 50,49    | 1.       | 1.       | 50,21    | 1.       | 1.       | 50,40    |          |
| Jörg Woithe                                                        | 200 m gyors            | 1:52,33  | 1.       | 4.       |          |          |          | 1:51,86  | 4.       |
| Frank Kühne                                                        | 100 m gyors            | 52,93    | 6.       | 25.      | kiesett  | kiesett  | kiesett  | kiesett  | kiesett  |
| Frank Kühne                                                        | 200 m gyors            | 1:53,63  | 3.       | 14.      |          |          |          | kiesett  | kiesett  |
| Detlev Grabs                                                       | 200 m gyors            | 1:53,38  | 2.       | 11.      |          |          |          | kiesett  | kiesett  |
| Detlev Grabs                                                       | 400 m gyors            | 3:58,21  | 2.       | 12.      |          |          |          | kiesett  | kiesett  |
| Frank Pfütze                                                       | 400 m gyors            | 3:59,53  | 3.       | 15.      |          |          |          | kiesett  | kiesett  |
| Rainer Strohbach                                                   | 400 m gyors            | 3:57,22  | 3.       | 10.      |          |          |          | kiesett  | kiesett  |
| Rainer Strohbach                                                   | 1500 m gyors           | 15:17,93 | 2.       | 2.       |          |          |          | 15:15,29 | 4.       |
| Dietmar Göhring                                                    | 200 m hát              | 2:14,11  | 5.       | 23.      |          |          |          | kiesett  | kiesett  |
| Dietmar Göhring                                                    | 100 m hát              | 58,02    | 2.       | 5.       | 58,85    | 7.       | 15.      | kiesett  | kiesett  |
| Jörg Stingl                                                        | 100 m hát              | 58,98    | 3.       | 17.      | kiesett  | kiesett  | kiesett  | kiesett  | kiesett  |
| Jörg Stingl                                                        | 200 m hát              | 2:05,19  | 3.       | 12.      |          |          |          | kiesett  | kiesett  |
| Jörg Walter                                                        | 100 m mell             | 1:06,12  | 3.       | 11.      |          |          |          | kiesett  | kiesett  |
| Jörg Walter                                                        | 200 m mell             | 2:23,19  | 2.       | 8.       |          |          |          | 2:22,39  | 8.       |
| Jörg Walter                                                        | 400 m vegyes           | kizárták | kizárták | kizárták |          |          |          | kiesett  | kiesett  |
| Roger Pyttel                                                       | 100 m pillangó         | 55,99    | 1.       | 5.       | 55,63    | 4.       | 6.       | 54,94    |          |
| Roger Pyttel                                                       | 200 m pillangó         | 2:02,07  | 1.       | 3.       |          |          |          | 2:01,39  |          |
| Frank Pfütze Jörg Woithe Detlev Grabs Rainer Strohbach Frank Kühne | 4 × 200 m gyorsváltó   | 7:32,67  | 1.       | 2.       |          |          |          | 7:28,60  |          |
| Dietmar Göhring Jörg Walter Roger Pyttel Jörg Woithe Frank Kühne   | 4 × 100 m vegyes váltó | 3:51,40  | 4.       | 4.       |          |          |          | 3:48,25  | 4.       |

Női
| Versenyző                                                                    | Versenyszám            | Előfutam | Előfutam | Előfutam | Döntő   | Döntő    |
| Versenyző                                                                    | Versenyszám            | Idő      | Hely.    | Össz.    | Idő     | Helyezés |
| ---------------------------------------------------------------------------- | ---------------------- | -------- | -------- | -------- | ------- | -------- |
| Ines Diers                                                                   | 100 m gyors            | 56,83    | 1.       | 3.       | 55,65   |          |
| Ines Diers                                                                   | 200 m gyors            | 2:00,27  | 1.       | 1.       | 1:59,64 |          |
| Ines Diers                                                                   | 400 m gyors            | 4:13,98  | 1.       | 4.       | 4:08,76 |          |
| Ines Diers                                                                   | 800 m gyors            | 8:40,29  | 1.       | 2.       | 8:32,55 |          |
| Heike Dähne                                                                  | 800 m gyors            | 8:36,09  | 1.       | 1.       | 8:33,48 |          |
| Barbara Krause                                                               | 100 m gyors            | 54,98    | 1.       | 1.       | 54,79   |          |
| Barbara Krause                                                               | 200 m gyors            | 2:01,18  | 1.       | 2.       | 1:58,33 |          |
| Carmela Schmidt                                                              | 200 m gyors            | 2:02,32  | 1.       | 3.       | 2:01,44 |          |
| Carmela Schmidt                                                              | 400 m gyors            | 4:13,01  | 1.       | 1.       | 4:10,86 |          |
| Petra Schneider                                                              | 400 m gyors            | 4:14,49  | 2.       | 6.       | 4:09,16 |          |
| Petra Schneider                                                              | 400 m vegyes           | 4:46,53  | 1.       | 1.       | 4:36,29 |          |
| Grit Slaby                                                                   | 400 m vegyes           | 4:52,01  | 2.       | 5.       | 4:48,54 | 4.       |
| Ulrike Tauber                                                                | 400 m vegyes           | 4:51,97  | 1.       | 4.       | 4:49,18 | 5.       |
| Ina Kleber                                                                   | 100 m hát              | 1:02,15  | 1.       | 2.       | 1:02,07 |          |
| Petra Riedel                                                                 | 100 m hát              | 1:03,25  | 1.       | 3.*      | 1:02,64 |          |
| Rica Reinisch                                                                | 100 m hát              | 1:01,50  | 1.       | 1.       | 1:00,86 |          |
| Rica Reinisch                                                                | 200 m hát              | 2:13,00  | 1.       | 1.       | 2:11,77 |          |
| Cornelia Polit                                                               | 200 m hát              | 2:14,81  | 1.       | 2.       | 2:13,75 |          |
| Birgit Treiber                                                               | 200 m hát              | 2:15,53  | 2.       | 4.       | 2:14,14 |          |
| Ute Geweniger                                                                | 200 m mell             | 2:35,42  | 2.       | 8.       | 2:34,34 | 6.       |
| Ute Geweniger                                                                | 100 m mell             | 1:10,11  | 1.       | 1.       | 1:10,22 |          |
| Bettina Löbel                                                                | 100 m mell             | 1:14,32  | 5.       | 14.      | kiesett | kiesett  |
| Bettina Löbel                                                                | 200 m mell             | 2:35,31  | 1.       | 7.       | 2:34,51 | 7.       |
| Silvia Rinka                                                                 | 200 m mell             | 2:34,88  | 2.       | 6.       | 2:35,38 | 8.       |
| Silvia Rinka                                                                 | 100 m mell             | 1:12,88  | 2.       | 9.       | kiesett | kiesett  |
| Caren Metschuck                                                              | 100 m gyors            | 55,44    | 1.       | 2.       | 55,16   |          |
| Caren Metschuck                                                              | 100 m pillangó         | 1:01,08  | 1.       | 2.       | 1:00,42 |          |
| Christiane Knacke                                                            | 100 m pillangó         | 1:01,32  | 1.       | 3.       | 1:01,44 |          |
| Andrea Pollack                                                               | 100 m pillangó         | 1:00,91  | 1.       | 1.       | 1:00,90 |          |
| Andrea Pollack                                                               | 200 m pillangó         | 2:13,88  | 2.       | 4.       | 2:12,13 | 4.       |
| Sybille Schönrock                                                            | 200 m pillangó         | 2:13,68  | 1.       | 3.       | 2:10,45 |          |
| Ines Geißler                                                                 | 200 m pillangó         | 2:13,23  | 1.       | 2.       | 2:10,44 |          |
| Ines Geißler                                                                 | 800 m gyors            | 8:46,96  | 3.       | 7.       | 8:45,28 | 7.       |
| Barbara Krause Caren Metschuck Ines Diers Sarina Hülsenbeck Carmela Schmidt  | 4 × 100 m gyorsváltó   | 3:45,19  | 1.       | 1.       | 3:42,71 |          |
| Rica Reinisch Ute Geweniger Andrea Pollack Caren Metschuck Sarina Hülsenbeck | 4 × 100 m vegyes váltó | 4:08,89  | 1.       | 1.       | 4:06,67 |          |

* - egy másik versenyzővel azonos eredményt ért el

## Vitorlázás
Nyílt
| Versenyző                                         | Versenyszám     | Futam  | Futam  | Futam | Futam  | Futam | Futam  | Futam  | Pontszám | Helyezés |
| Versenyző                                         | Versenyszám     | 1      | 2      | 3     | 4      | 5     | 6      | 7      | Pontszám | Helyezés |
| ------------------------------------------------- | --------------- | ------ | ------ | ----- | ------ | ----- | ------ | ------ | -------- | -------- |
| Jochen Schümann                                   | Finn dingi      | 5,7    | 5,7    | 3,0   | 14,0   | 13,0  | 13,0   | (22,0) | 54,4     | 5.       |
| Egbert Swensson Jörn Borowski                     | 470-es osztály  | 10,0   | 14,0   | 0,0   | (15,0) | 11,7  | 0,0    | 3,0    | 38,7     |          |
| Olaf Engelhardt Wolf-Eberhard Richter Bernd Jäkel | Csillaghajó     | 14,0   | (19,0) | 11,7  | 19,0   | 16,0  | 15,0   | 8,0    | 83,7     |          |
| Jörg Schramme Uwe Steingroß                       | Tornádó         | 14,0   | 14,0   | 14,0  | 13,0   | 14,0  | (18,0) | 13,0   | 82,0     | 8.       |
| Bernd Klenke Dieter Below Michael Zachries        | Soling          | (13,0) | 0,0    | 10,0  | 0,0    | 5,7   | 11,7   | 10,0   | 37,4     | 4.       |
| Wolfgang Haase Wolfgang Wenzel                    | Repülő hollandi | 10,0   | 8,0    | 5,7   | (15,0) | 8,0   | 5,7    | 14,0   | 51,4     | 4.       |

## Vívás
Férfi
| Versenyző                                                                      | Versenyszám  | Selejtező | Selejtező | Selejtező | Selejtező | Főtábla                    | Főtábla                   | Vigaszág                  | Vigaszág                   | Vigaszág          | Döntő                                     | Döntő                                     | Helyezés |
| Versenyző                                                                      | Versenyszám  | 1. kör | 1. kör    | 2. kör | 2. kör    | 1. kör                     | 2. kör                    | 1. kör                    | 2. kör                     | 3. kör            | Döntő                                     | Döntő                                     | Helyezés |
| Versenyző                                                                      | Versenyszám  | Ellenfél Eredmény | Hely.     | Ellenfél Eredmény | Hely.     | Ellenfél Eredmény          | Ellenfél Eredmény         | Ellenfél Eredmény         | Ellenfél Eredmény          | Ellenfél Eredmény | Ellenfél Eredmény                         | Hely.                                     | Helyezés |
| ------------------------------------------------------------------------------ | ------------ | --- | --------- | --- | --------- | -------------------------- | ------------------------- | ------------------------- | -------------------------- | ----------------- | ----------------------------------------- | ----------------------------------------- | -------- |
| Hartmuth Behrens                                                               | Tőr, egyéni  | 5. csoport · Ahmed Al-Ahmed (KUW) · 5–0 · Efigenio Favier (CUB) · 5–2 · Bogusław Zych (POL) · 2–5 · Kuki Péter (ROU) · 1–5         | 3.        | 1. csoport · Rob Bruniges (GBR) · 1–5 · Greg Benko (AUS) · 2–5 · Thierry Soumagne (BEL) · 5–2 · Jaroslav Jurka (TCH) · 5–2 · Kuki Péter (ROU) · 5–4                        | 3.        | Lech Koziejowski (POL) · V |                           | Jaroslav Jurka (TCH) · GY | Kuki Péter (ROU) · V       | kiesett           | kiesett                                   | kiesett                                   | 9.       |
| Klaus Kotzmann                                                                 | Tőr, egyéni  | 3. csoport · Kifah Al-Mutawa (KUW) · 5–1 · Stéphane Ganeff (BEL) · 5–4 · František Koukal (TCH) · 5–4 · Didier Flament (FRA) · 3–5 | 2.        | 3. csoport · Didier Flament (FRA) · 1–5 · Heriberto González (CUB) · 5–3 · Bogusław Zych (POL) · 5–4 · Volodimir Szmirnov (URS) · 5–4 · Szelei István (HUN) · 2–5          | 3.        | Pascal Jolyot (FRA) · V    |                           | Pierre Harper (GBR) · GY  | Lech Koziejowski (POL) · V | kiesett           | kiesett                                   | kiesett                                   | 9.       |
| Klaus Haertter                                                                 | Tőr, egyéni  | 6. csoport · Guillermo Betancourt (CUB) · 5–0 · Pierre Harper (GBR) · 5–4 · Lech Koziejowski (POL) · 5–4                           | 1.        | 4. csoport · Miguel Roca (ESP) · 5–4 · Federico Cervi (ITA) · 5–3 · Adam Robak (POL) · 5–1 · Pascal Jolyot (FRA) · 1–5 · Szabirzsan Ruzijev (URS) · 0–5                    | 4.        | Greg Benko (AUS) · V       |                           | Adam Robak (POL) · V      | kiesett                    | kiesett           | kiesett                                   | kiesett                                   | 13.      |
| Frank-Eberhard Höltje                                                          | Kard, egyéni | 3. csoport · Manuel Ortíz (CUB) · 3–5 · Georgi Csomakov (BUL) · 3–5 · Michele Maffei (ITA) · 5–3 · Nébald György (HUN) · 5–0       | 2.        | 4. csoport · Jean-François Lamour (FRA) · 5–4 · José Laverdecia (CUB) · 5–4 · Georgi Csomakov (BUL) · 3–5 · Ferdinando Meglio (ITA) · 3–5 · Volodimir Nazlimov (URS) · 4–5 | 5.        | kiesett                    | kiesett                   | kiesett                   | kiesett                    | kiesett           | kiesett                                   | kiesett                                   | 18.      |
| Peter Ulbrich                                                                  | Kard, egyéni | 5. csoport · Eyiad Mohamed (KUW) · 5–1 · Mihail Burcev (URS) · 5–4 · Cornel Marin (ROU) · 5–3 · Mario Aldo Montano (ITA) · 3–5     | 2.        | 2. csoport · Leszek Jabłonowski (POL) · 3–5 · Ioan Pop (ROU) · 4–5 · Gerevich Pál (HUN) · 1–5 · Vaszil Etropolszki (BUL) · 2–5 · Jacek Bierkowski (POL) · 2–5              | 6.        | kiesett                    | kiesett                   | kiesett                   | kiesett                    | kiesett           | kiesett                                   | kiesett                                   | 23.      |
| Rüdiger Müller                                                                 | Kard, egyéni | 2. csoport · Mark Slade (GBR) · 4–5 · Jean-François Lamour (FRA) · 2–5 · Jesús Ortíz (CUB) · 4–5 · Volodimir Nazlimov (URS) · 1–5  | 5.        | kiesett | kiesett   | kiesett                    | kiesett                   | kiesett                   | kiesett                    | kiesett           | kiesett                                   | kiesett                                   | 27.      |
| Siegmar Gutzeit Hartmuth Behrens Adrian Germanus Klaus Kotzmann Klaus Haertter | Tőr, csapat  | 3. csoport · Lengyelország (POL) · 5–9 Kuvait (KUW) · 14–2                                                                         | 2.        | |           | Románia (ROU) · 8–5        | Franciaország (FRA) · 3–9 |                           |                            |                   | Bronzmérkőzés · Lengyelország (POL) · 5–9 | Bronzmérkőzés · Lengyelország (POL) · 5–9 | 4.       |
| Rüdiger Müller Hendrik Jung Peter Ulbrich Frank-Eberhard Höltje Gerd May       | Kard, csapat | 2. csoport · Lengyelország (POL) · 7–9 · Bulgária (BUL) · 8 (63)–8 (63)                                                            | 2.        | |           | Magyarország (HUN) · 7–9   |                           |                           |                            |                   | Az 5. helyért · Románia (ROU) · 6–9       | Az 5. helyért · Románia (ROU) · 6–9       | 6.       |

Női
| Versenyző                                                                   | Versenyszám | Selejtező | Selejtező | Selejtező | Selejtező | Főtábla                           | Főtábla           | Vigaszág                        | Vigaszág                         | Vigaszág          | Döntő             | Döntő   | Helyezés |
| Versenyző                                                                   | Versenyszám | 1. kör | 1. kör    | 2. kör | 2. kör    | 1. kör                            | 2. kör            | 1. kör                          | 2. kör                           | 3. kör            | Döntő             | Döntő   | Helyezés |
| Versenyző                                                                   | Versenyszám | Ellenfél Eredmény | Hely.     | Ellenfél Eredmény | Hely.     | Ellenfél Eredmény                 | Ellenfél Eredmény | Ellenfél Eredmény               | Ellenfél Eredmény                | Ellenfél Eredmény | Ellenfél Eredmény | Hely.   | Helyezés |
| --------------------------------------------------------------------------- | ----------- | --- | --------- | --- | --------- | --------------------------------- | ----------------- | ------------------------------- | -------------------------------- | ----------------- | ----------------- | ------- | -------- |
| Mandy Niklaus                                                               | Tőr, egyéni | 6. csoport · Max Madsen (DEN) · 5–1 · Susan Wrigglesworth (GBR) · 5–1 · xxx (ITA) · 2–5 · Pascale Trinquet-Hachin (FRA) · 4–5 · Maros Magda (HUN) · 4–5                      | 4.        | 2. csoport · Véronique Brouquier (FRA) · 2–5 · Marcela Moldovan-Zsak (ROU) · 5–3 · Marlene Font (CUB) · 5–2 · Nailja Giljazova (URS) · 5–4 · Delfina Skąpska (POL) · 1–5       | 3.        | Pascale Trinquet-Hachin (FRA) · V |                   | Valentyina Szidorova (URS) · GY | Ecaterina Stahl-Iencic (ROU) · V | kiesett           | kiesett           | kiesett | 9.       |
| Gabriele Janke                                                              | Tőr, egyéni | 5. csoport · Linda Ann Martin (GBR) · 5–4 · Mitzi Ferguson (AUS) · 5–1 · Stefanek Gertrúd (HUN) · 4–5 · Véronique Brouquier (FRA) · 3–5 · Ecaterina Stahl-Iencic (ROU) · 2–5 | 4.        | 3. csoport · Mitzi Ferguson (AUS) · 5–3 · Margarita Rodríguez (CUB) · 5–2 · Brigitte Latrille-Gaudin (FRA) · 1–5 · Jelena Belova (URS) · 3–5 · Barbara Wysoczańska (POL) · 0–5 | 4.        | Maros Magda (HUN) · V             |                   | Nailja Giljazova (URS) · GY     | kiesett                          | kiesett           | kiesett           | kiesett | 13.      |
| Sabine Hertrampf                                                            | Tőr, egyéni | 4. csoport · Tordasi Ildikó (HUN) · 0–5 · Helen Smith (AUS) · 5–4 · Katarína Lokšová-Ráczová (TCH) · 5–4 · Jolanta Królikowska (POL) · 5–1 · Dorina Vaccaroni (ITA) · 1–5    | 3.        | 4. csoport · Ann Brannon (GBR) · 4–5 · Ecaterina Stahl-Iencic (ROU) · 2–5 · Tordasi Ildikó (HUN) · 3–5 · Dorina Vaccaroni (ITA) · 1–5 · Pascale Trinquet-Hachin (FRA) · 4–5    | 6.        | kiesett                           | kiesett           | kiesett                         | kiesett                          | kiesett           | kiesett           | kiesett | 23.      |
| Mandy Niklaus Gabriele Janke Sabine Hertrampf Beate Schubert Marion Schulze | Tőr, csapat | 1. csoport · Franciaország (FRA) · 5–11 · Kuba (CUB) · 8 (67)–8 (68) | 3.        | |           | kiesett                           | kiesett           |                                 |                                  |                   | kiesett           | kiesett | 8.       |